# Borgo a Buggiano
Borgo a Buggiano è una frazione del comune di Buggiano, in provincia di Pistoia.

## Storia
Per la sua posizione collinare, il territorio fu abitato sin dall'antichità, prima dai Liguri, poi dagli Etruschi e dopo dai Romani, in quanto ritenuto un luogo strategico dal quale poter controllare l'importante tracciato viario che collegava le città di Firenze e Lucca. Dalle antiche cronache del 1097, è menzionato per la prima volta Borgo a Buggiano, proprio quando alcuni abitanti del castello di Buggiano iniziarono ad andare ad abitare in pianura. L'importanza di Borgo a Buggiano andò via via crescendo nel corso dei secoli, soprattutto sul piano economico e commerciale, ma le sue vicende rimasero sempre legate a quelle di Buggiano.
Nei secoli successivi, il territorio di Buggiano fu teatro di sanguinosi scontri tra le due opposte fazioni politiche dei Guelfi e dei Ghibellini, scontri che culminarono in una violenta battaglia tra i Guelfi fiorentini e i Ghibellini lucchesi, questi ultimi guidati da Uguccione della Faggiola, e che devastarono il territorio di Buggiano. Nella selva di Santa Maria, nel 1315, venne combattuta la battaglia di Montecatini, a seguito della quale le schiere ghibelline acquisirono l'egemonia sulla Valdinievole ed inflissero ai guelfi un colpo gravissimo, tale da far temere per le sorti della stessa Firenze. Da allora Buggiano entrò a far parte dei possedimenti fiorentini e di Firenze condivise le sorti politiche ed economiche. Dal canto suo Firenze emanò nuovi statuti che confermarono l'autonomia comunale di Buggiano.
La dipendenza da Firenze fu definitivamente sancita dall'aggiunta di un giglio al bove, nello stemma del Comune. Sotto il dominio fiorentino, Borgo a Buggiano godette di un lungo periodo di relativa quiete, di cui beneficiarono soprattutto i traffici commerciali, che si fecero più intensi e portarono ad una grande crescita del mercato che vi si teneva ogni settimana e che conquistò una posizione di preminenza fra tutti quelli della Toscana. Al contrario, gli antichi castelli di Buggiano, Colle e Stignano iniziarono a decadere. Sappiamo, infatti, che, fra il XIII e il XIV secolo, Borgo a Buggiano aveva ben cinque hospitalia oltre a numerose taverne ed osterie.
Concesso dalla Repubblica fiorentina nel 1386, grazie anche all'interessamento di Coluccio Salutati, il mercato di Borgo a Buggiano era regolamentato da tutta una serie di minuziose disposizioni comunali. La stabilità politica raggiunta sotto Firenze e il sorgere di una notevole prosperità economica non impedirono però che i vecchi odii municipali tornassero di tanto in tanto ad emergere e fu proprio in occasione di un violentissimo scontro fra fazioni rivali che avvenne un episodio miracoloso a cui le cronache del tempo dettero il massimo risalto. Il Consiglio della comunità di Borgo a Buggiano, un anno dopo l'episodio miracoloso, stabilì che il giorno dell'evento si dovesse celebrare la Festa del Santissimo Crocifisso, a cui dovevano partecipare tutti gli abitanti del comune «come se fosse comandato dalla chiesa stessa, sotto pena di un'ammenda». Del resto la stessa fedeltà a Firenze non era incondizionata, tanto che durante la sua occupazione da parte di Francesco Sforza, gli abitanti si schierarono contro i fiorentini, ai quali dovettero però arrendersi successivamente.
Alla fine del XV secolo, i borghi della Valdinievole vinsero la guerra, durata circa cento anni. L'ultimo saccheggio si ebbe nel 1496, durante la guerra fra Pisa, Venezia e Firenze, ma da quella data l'attività degli abitanti poté rivolgersi esclusivamente alle opere di pace, dedicandosi soprattutto all'agricoltura ed ai conseguenti lavori di bonifica, al commercio ed alla viabilità, permettendo a Borgo a Buggiano di diventare, dopo Pescia, il centro più importante della Valdinievole e di precedere lo sviluppo di Monsummano e di Montecatini. Nel XVI secolo, Buggiano entrò a far parte del Granducato dei Medici, rimanendovi fino all'inizio del XVIII secolo per poi passare sotto il governo dei Duchi di Lorena, che ebbero il governo fino alla fine dello stesso secolo. All'inizio del XIX secolo, il territorio di Buggiano venne invaso dalle truppe napoleoniche che occuparono l'intera area della Valdinievole fino al 1814, anno in cui l'occupazione francese si risolse e Buggiano entrò a far parte del Granducato di Toscana, retto dai Lorena.
Nel 1861 Buggiano venne annessa al Regno d'Italia ad opera del Re Vittorio Emanuele II di Savoia. Con la proclamazione del Regno d'Italia, Borgo a Buggiano fu anche sede, fino al 1923, di una pretura mandamentale poi soppressa. Le porte di ingresso al paese erano tre, tutte demolite nel corso del XIX secolo. Proprio la sua collocazione e l'aspetto moderno che gli deriva dalla notevole crescita edilizia, contribuiscono ad accentuarne la diversità dalle terre murate che lo sovrastano, al punto che un viaggiatore distratto potrebbe pensare di trovarsi di fronte ad un grosso borgo moderno, privo di qualsiasi interesse storico ed artistico.
Al contrario, resistono tuttora le testimonianze della millenaria storia del comune di Buggiano.
Nel corso della seconda guerra mondiale quattro famiglie ebree giunsero a Borgo a Buggiano. I primi furono i cinque componenti della famiglia di Ignazio Komin, profughi dall'Austria, i quali nel gennaio 1943 vi furono inviati al confino come ebrei stranieri in internamento libero. Dopo l'8 settembre 1943 e la nascita della Repubblica Sociale Italiana giunsero da Livorno altre tre famiglie (18 persone in tutto), i Baruch, i Beniacar e i Castelletti, per cercare di sfuggire alle deportazioni. I nuovi arrivati furono tutti arrestati dai repubblichini il 25 gennaio 1944 e inviati a morire ad Auschwitz. Borgo a Buggiano fu - assieme a Montecatini Terme - il luogo nella provincia di Pistoia da cui si ebbe il maggior numero di ebrei deportati. Sfuggirono invece all'arresto i Komin, che anche dopo la guerra rimasero in paese, dando avvio nel 1946 ad una fiorente industria tessile di lavorazione della piuma. 

## Monumenti e luoghi d'interesse
Numerosi sono gli edifici di una certa importanza architettonica ed artistica, soprattutto nel centro storico, tra i quali si ricordano la chiesa di San Pietro Apostolo, ora santuario del Santissimo Crocifisso, la chiesa di Santa Marta, l'oratorio di Sant'Antonio, l'oratorio del Giglio, la chiesa di Santa Maria in Selva e il Palazzo Carozzi Sannini. In centro villa Amalia Franchini. In periferia sorge Villa Bellavista.

## Economia

### Artigianato
Per quanto riguarda l'artigianato, è ancora attiva e diffusa la lavorazione del rame e dell'acciaio inox  finalizzata alla produzione di oggetti sia domestici sia artistici.

## Infrastrutture e trasporti
Il paese è servito dalla Stazione di Borgo a Buggiano.
Borgo a Buggiano è collegata a Pistoia mediante autocorse CTT Nord che transitano sulla ex strada statale 435 Lucchese.
Fino al 1938 la località era attraversata dalla tranvia Lucca-Monsummano, che svolgeva servizio passeggeri e merci.

## Sport
Nella frazione ha sede la società di calcio Associazione Sportiva Dilettantistica Borgo a Buggiano, che ha disputato due campionati professionistici in Lega Pro Seconda Divisione fra il 2011 e il 2013.